# Luis Felipe Ramón y Rivera

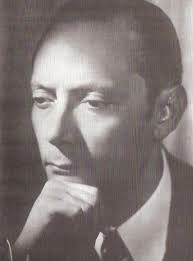
Fotografia de Lluís Felipe Ramon l'any 1934.

Luis Felipe Ramón y Rivera (San Cristóbal, Táchira, 23 d'agost de 1913 - Caracas, 22 d'octubre de 1993) va ser un etnomusicòleg, compositor, professor de música i escriptor veneçolà.
Tant el seu pare, Andrés de Jesús Ramón i Becerra, un sabater de descendència espanyola i de naixement colombià, com la seva mare Eva María Carreño de Ramón tenien un gran talent musical, que li van traslladar. Estudià a l'Escuela Superior de Música de Caracas entre els anys 1928 i 1934. Els seus estudis van incloure violí, teoria musical i solfeig. Exercí d'intèrpret de viola en diferents formacions de la capital. El 1939 tornà a San Cristóbal, la seva ciutat natal, i exercí com a professor de música a l'Escuela de Artes y Oficios. Posteriorment, estudià folklore i etnomusicologia a l'Institut de Musicologia de Buenos Aires i al Colegio Libre de Estudios Superiores de la capital argentina entre el 1945 i el 1947. Es dedicà a la docència, activitat que realitzà en diferents universitats d'Amèrica Llatina, i formà part, entre altres centres. El 1947 va ingressar al Servicio de Investigaciones Nacionales de Caracas. El 1953 aquesta institució es va convertir en l'Instituto Nacional de Folklore (INF), i fou dirigit per ell fins a l'any 1976. L'INF, al seu torn, es va convertir en el Centre de Formació Tècnica del Folklore, evolucionant novament cap a l'anomenat a l'Institut Iberoamericà d'Etnomusicologia i Folklore (INIDEF), un institut força activitat des de la seva creació per la seva dona Isabel Aretz. També formà part de la Fundación Internacional de Etnomusicología y Folklore. A través de la seva tasca d'investigació va realitzar una gran contribució a l'estudi de la música popular veneçolana. El seu estil compositiu està estretament relacionat amb la música tradicional de la seva província natal de Táchira. Es pot dir que ha estat l'autor més destacat pel que fa a la recuperació de la cultura popular tachirense. Va utilitzar una metodologia avançada per al moment, amb la qual va realitzar diverses anàlisis i categoritzacions del material recopilat. A través de la tradició oral del folklore s'ocupa d'analitzar el concepte particular d'humor dels tachirenses.

## Publicacions[2]
- Bibliografía del folklore venezolano (ca. 1962)
- El cancer alegre (1964)
- Cantares: la poesía en la música folklórica venezolana (1972)
- Cantos de trabajo del pueblo venezolano (1955)
- Cantos Navideños en el folklore venezolano, transcripcions musicals juntament amb Isabel Aretz (1962)
- El culto a San Benito (1983)
- Fenomenología de la etnomúsica latinoamericana (1980)
- El folklore (aspectos teóricos y prácticos) (1948)
- Folklore tachirense, juntament amb Isabel Aretz (1961)
- El folklore y la investigación de campo: metodología (1977)
- Una interpretación psicológica del coplero popular (1953)
- El joropo, baile nacional de Venezuela (1953)
- Memorias de un andino (1992)
- La música afrovenezolana (1971)
- La música colonial profana (1966)
- La música folklórica de Venezuela (1969)
- Música indígena folklórica y popular de Venezuela (ca. 1967)
- La música popular de Venezuela (1951)
- Notas de amar y recordar (1972)
- La polifonía popular de Venezuela (1949)